# Лагунов, Николай Иванович
Николай Иванович Лагунов (20 марта 1921 — 26 февраля 2000) — штурман звена 97-го гвардейского ночного бомбардировочного авиационного полка 262-й бомбардировочной авиационной дивизии 17-й воздушной армии, гвардии старший лейтенант.

## Биография
Родился 20 марта 1921 года в селе Благодарное Отрадненского района Краснодарского края.
В 1940 году призван в ряды Красной Армии. В 1941 году окончил Краснодарское военно-авиационное училище штурманов. В боях Великой Отечественной войны с января 1942 года.
К 15 марта 1945 года совершил 755 боевых вылетов. До декабря 1955 года продолжал службу в Вооруженных Силах СССР.
Указом Президента СССР от 5 мая 1991 года «за мужество и героизм, проявленные в борьбе с немецко-фашистскими захватчиками» в Великой Отечественной войне 1941—1945 годов, майору в отставке Лагунову Николаю Ивановичу присвоено звание Героя Советского Союза с вручением ордена Ленина и медали «Золотая Звезда».
Правнуком Николая Лагунова является грузинский футболист Николоз Кутателадзе.
Подполковник в отставке Н. И. Лагунов жил в городе Тбилиси Грузия. Умер 26 февраля 2000 года.